# Евангелос Запас
Ева̀нгелос За̀пас (на гръцки: Ευάγγελος Ζάππας) е гръцки търговец, революционер и филантроп, прекарал голяма част от живота си във Влашко.

## Биография
Роден е на 23 август 1800 година в Лабово (днес Лабова е Маде) в Северен Епир.
Още 13-годишен става наемник във войските на Али паша Янински, след това е член на „Филики Етерия“ и участва в Гръцката война за независимост, получавайки звание майор. През 1831 година заминава за Влашко, където натрупва голямо състояние.
Остава бездетен. Умира в Брощен на 19 юни 1865 година.

## Благотворителност
Заедно с братовчед си Константинос Запас прави дарения за благотворителни каузи – изграждане на библиотеки и училища, най-вече в Епир и Цариград, стипендии за образованието на младежи в Европа и други. Финансира възстановяването на Олимпийските игри и провеждането на първата съвременна спортна олимпиада в Атина през 1859 година.
Запас оставя наследство, възлизащо на 6 милиона златни драхми.. Завещава го за продължаване на Олимпийските игри и изграждане на спортни съоръжения за тях, както и за други благотворителни цели.
Спорове около наследството на Запас довеждат до прекъсване на дипломатическите отношения между Гърция и Румъния в периода 1892 – 1896 година.